# 三浦孝太 (俳優)
三浦 孝太（みうら こうた、1984年4月14日 - ）は、日本の元俳優。東京都出身。俳優の三浦浩一・純アリス夫妻の次男として生まれる。弟は俳優の三浦涼介。身長180cm、体重68kg。血液型はO型。
2013年12月、女優の吹田早哉佳と結婚。翌年に第一子となる女児を儲けるも2017年に離婚。2021年7月、芸能界を引退。

## 人物・略歴
関東国際高等学校外国語科英語コース卒業。2021年まで株式会社アンセムに所属していた。
趣味はギター、特技は殺陣、サッカー。
俳優の三浦浩一・純アリス夫妻の次男として生まれる。兄は塾の講師、弟は俳優の三浦涼介である。
高校在学中、アメリカでの研修の際にハリウッド映画や舞台を見て役者になることを決意。卒業後、殺陣教室に通う。その後、某劇団の研究生として一年間演技、ダンス、アクションなどを学ぶ。20代は舞台を中心に活動し、2011年に日韓共同制作ドラマ「赤と黒」のマサル役で映像デビュー。以後、舞台・映像作品に出演し、爽やかな役から冷酷な役まで幅広く演じてきた。脚本や演出にも興味を持ち、自身でプロデュースした作品の上演経験もある。2018年に弟・三浦涼介と初めて開催したLIVE「Re:born」では朗読劇の脚本を務めた。また、俳優業と並行して音楽活動を開始し、作詞・作曲もするなど勢力的にライブ活動を行ってきた。（公式HPより）
2020年、新型コロナウイルス蔓延の影響を受けて仕事がまったく無くなり、かねてより俳優業に迷いを感じて精神的に辛くなっていたことから一時的に引きこもり状態になる。アルバイトをしながら生活する中で、たまたまYouTubeで見た元芸人の入江慎也が経営する清掃会社に感銘を受け、2021年6月に思い切って入江にダイレクトメッセージを送り面接を受ける。
2021年7月、入江慎也が経営する清掃会社に入社し、芸能活動を引退した。

## 出演

### テレビドラマ
- 土曜時代劇 桂ちづる診察日録 第13話・最終話（2010年12月18日・25日、NHK） - 井端新一郎 役
- 日韓共同制作ドラマ 赤と黒（2010年6月、SBS (韓国) / 2011年9月4日 - 15日、NHK BSプレミアム） - マサル 役
- 大河ドラマ 軍師官兵衛（2014年1月 - 12月、NHK） - 毛利輝元 役
- 戦力外捜査官 第7話（2014年2月22日、日本テレビ） - 須藤玄 役
- GAKUYA〜開場は開演の30分前です〜 第3話 化け猫物語（2016年12月） - 織田太 役
- 特捜9 第6話（2018年5月16日、テレビ朝日） - 宇田川徹 役
- 科捜研の女 SEASON18 第6話（2018年11月29日、テレビ朝日） - 平良圭介 役

### 映画
- 忍道-SHINOBIDO-（2012年2月4日公開、日光江戸村25周年記念映画） - 霧助 役
- ファイナル・ジャッジメント（2012年6月2日公開、日活） - 鷲尾正悟 役
- 劇場版 仮面ライダーアマゾンズSeason2 輪廻（2018年5月12日公開、東映）
- 仮面ライダーアマゾンズ THE MOVIE 最後ノ審判（2018年5月19日公開、東映） - 黒崎武 役[7]

### ウェブドラマ
- 仮面ライダーアマゾンズ Season2（2017年4月配信開始、Amazon Prime Video） - 黒崎武 役[8]

### 舞台
- abbey（2007年11月14日 - 18日、青山円形劇場） - 田畑潤 役
- カリフォルニア物語（原作：吉田秋生、2008年2月27日 - 3月9日、天王洲銀河劇場） - ケイシー 役
- THE DISHWASHERS（2008年4月9日 - 13日、ベニサンピット） - バローズ 役
- 柳生十兵衛（2008年6月18日 - 22日、吉祥寺シアター） - 真田四郎 役
- KURAMATENGU（2008年9月21日 - 28日、銀座博品館劇場） - 沖田総司 役
- 不思議の国のアリスのマッチ売り（2008年11月、国立オリンピック記念青少年総合センター） - 王子 役
- THE FAMILY・絆（2008年12月24日 - 28日、シアターサンモール） - 川原拳 役
- 竜小太郎―華舞台―（2009年4月、サンシャイン劇場）
- ダーティー・マネー（2009年6月30日 - 7月5日、銀座みゆき館劇場） - ジェイミー・マックリーン 役
- 流れる雲よ〜DJから特攻隊へ愛を込めて〜（2009年9月26日 - 28日、新国立劇場小劇場） - 竹山直彦 役
- Welcome to Jubilee Ⅶ～Special Moment～（2010年1月29日 - 31日、築地本願寺ブディストホール）
- ちはやぶる神の国～異聞 本能寺の変～（2010年6月2日 - 6日、俳優座劇場） - 向井六郎 役
- 流れる雲よ～未来から愛を込めて～（2010年9月3日 - 13日、全労済ホール スペース・ゼロ） - 中原正人 役
- 努力しないで出世する方法（2011年3月8日 - 13日、笹塚ファクトリー） - 草次　役
- 飛行機雲2011『流れる雲よ』（2011年6月11日 - 16日、新国立劇場 The Pit）
- 元禄音楽劇『黒椿』（2011年7月16日 - 24日、池袋あうるすぽっと）[9] - 凶夜 役
- オレンジ 命の奇跡（2012年2月29日 - 3月4日、銀座博品館劇場）
- 裏YAGYU～奇説・柳生一族の陰謀～（2012年4月11日 - 15日、座・高円寺1）
- Re:verse（2012年7月3日 - 8日、下北沢「劇」小劇場）
- abc★赤坂ボーイズキャバレー Spin Off 三回裏～自分に渇を入れて勝つ！～（2012年9月12日 - 17日、シアターサンモール） - 加瀬洋介 役
- Ange Bleu ～蒼ざめた天使～（2012年12月7日 - 8日、SEED SHIP）
- DRUG STORE（2013年1月7日 - 14日、吉祥寺シアター）
- feel 月の家～見えない糸の調べ～（2013年5月24日 -26日、六行会ホール） - 竜一 役 主演
- DREAMERS SMILE（2013年6月28日 - 7月2日、武蔵野芸術劇場）主演
- 溺れる金魚（2013年7月30日 - 8月4日、下北沢「劇」小劇場）
- 夏の終わりに（2013年12月2日 - 8日、CBGKシブゲキ!!）
- マケイヌバー（2014年2月13日 - 16日、新宿村LIVE） - 神戸城児 役
- 宝や旅館～げんせんじゃ～！2015（2015年5月2日 - 6日、萬劇場）   - 霧島真之介 役
- 迷探亭小南事件簿 Part2（2015年7月22日 - 26日、萬劇場）
- 新釈･ロクモンセン 真田十勇士伝説（2015年10月28日 - 11月3日、全労済スペース･ゼロ） - 真田幸村 役 主演
- 暗闇のレクイエム 終章（2015年12月18日 - 23日、新宿シアターモリエール） - 多和 役 主演
- Life pathfinder 2016（2016年7月16日 - 30日、吉祥寺シアター）
- 海賊と山賊（2017年1月13日 - 15日、彩の国さいたま芸術劇場 小ホール） - 伽羅 役
- りさ子のガチ恋♡俳優沼（2017年8月5日 - 13日、新宿シアターモリエール） - 三村孝介 役
- 失なわれた藍の色（2017年10月14日 - 22日、CBGKシブゲキ!!） - 要助 役
- 海賊と山賊 第二章（2019年6月28日 - 30日、彩の国さいたま芸術劇場 小ホール） - 男虎 役
- 絵描きたちのエトセトラ （2019年11月21日、川口市立高校） - 青 役 主演

### イベントなど
- 『Kota Miura 30☆83～三浦孝太30歳バースデー×俳優生活10周年 Anniversary』（2014.7.6、月見ル君想フ）
- NEXT 1 produce vol.1〜『NEXT 1』（2017.3.10〜12、月見ル君想フ）
- UKイベントvol.2「ナイフ」（2017.4.23、新大久保ホボホボ）
- UKイベントvol.2.5 「ナイフ」（2017.5.14、新大久保ホボホボ） -  浦部孝 役
- UKイベントvol.3「アライ」（2017.7.1〜2、新大久保ホボホボ）
- UKイベントvol.4「エンド」（2017.12.21〜24、新大久保ホボホボ） - 前田一輝 役
- K’s bar live 「友遊」（2019.10.20、三軒茶屋come together）上遠野太洸
- K’s bar live 「仮装」（2019.10.26、三軒茶屋come together）植田恭平
- K’s bar live 「友遊」（2019.11.16、荻窪 KATAKOTOファイブ）上遠野太洸
- K's bar live「友遊2」（2020.2.15、三軒茶屋come together）上遠野太洸

### CM
- P&Gミューズ  (三浦浩一&純アリスファミリー名義)（1993年）
- 日本香堂 やさしい時間『こころの携帯電話･孫からの祖母へ』篇（2014年）
- アリオ蘇我 アリオって何かいいわ～（2016年、ネットCM）
- 日本香堂 やさしい時間『心かよわすひととき・目配り』篇（2016年）
- 武田薬品工業 ベンザブロックプラスシリーズ『カゼのドミノ』篇（2018年）

## 書籍
- LOOK at STAR! vol.34（2007.12.1）
- LOOK at STAR!plus 09summer（2009.8.1）
- LOOK at STAR! vol.60（2010.7.27）
- Are You Happy? vol.96（2012.6.1）
- シアターガイド2017.11（2017.10.2）
- Confetti vol.154（2017.10）
- 仮面ライダーアマゾンズ公式完全読本（2018.6.18）
- 三浦孝太フォトブック【cool&cute】（2018.12）
- シティ情報くまもと（2018.12.25）

## ライブ活動

### ライブ・コンサート
- 2018.2.7 K's bar live〜役者2人が歌っちゃいます〜（三軒茶屋come together）
- 2018.3.26 K's bar live vol.2〜2人きりのマッタリnight〜（三軒茶屋come together）
- 2018.4.30 K's bar live vol.3〜1人でできるもん〜（三軒茶屋come together）
- 2018.6.3 K's bar live vol.4〜1匹狼の初陣〜（三軒茶屋come together）
- 2018.6.29 K's bar live vol.5〜振り向けば君がいた 梅雨〜（三軒茶屋come together）
- 2018.7.20 K's bar live vol.6〜夏の日の想ひ出2018 桃〜（三軒茶屋come together）
- 2018.7.28 K's bar live in Osaka〜366日への旅〜（大阪BERONICA）
- 2018.8.24 K's bar live vol.8〜夏祭りの夜の夢 ヨーヨー〜（三軒茶屋come together）
- 2018.9.28 K's bar live vol.9〜サブタイトルが思いつきません〜（三軒茶屋come together）
- 2018.10.20 ”FRIENDS” Symphonic Concert 2018（スクエア荏原 ひらつかホール）
- 2018.10.27 K's bar live vol.10 Final〜ハロウィン〜（三軒茶屋come together）
- 2018.12.2 K2 Live Talk Session in Kumamoto!（熊本BAR SANCTUARY）
- 2018.12.6 三浦涼介×三浦孝太『Re:born』（大阪BERONICA）
- 2018.12.19 三浦涼介×三浦孝太『Re:born』（eplus LIVING ROOM CAFE&DINING）
- 2018.12.29 2018年の嫌なことも楽しかったことも全て忘れて来年へ。いや、楽しかったことは忘れたらあかんやろ〜Next One〜会いたい人は全員来い！（三軒茶屋come together）
- 2019.1.25 K's bar live NEXT vol.∞〜冬眠から早めに覚めちゃいました〜（三軒茶屋come together）
- 2018.2.10 K's bar live NEXT〜きっと、カット〜（三軒茶屋come together）
- 2018.2.22 K's bar live NEXT vol.2〜ついにアイツがやってきた〜（三軒茶屋come together）
- 2018.3.23 K's bar live NEXT vol.3〜卒業。別れ。サヨナラじゃない〜（三軒茶屋come together）
- 2019.4.12 Kota Miura Eve Eve Live ～超えろ！～（福岡Gate's 7）
- 2019.4.30 三浦孝太 feat. Academic BANANA × ？Secret？「絆 〜kizuna」（三軒茶屋GRAPEFRUIT MOON）
- 2019.4.30 K's bar live NEXT vol.4〜閉店セール始めました〜（三軒茶屋come together）
- 2019.8.23 【始動】（三軒茶屋come together）
- 2019.8.25 Academic BANANA One-Man Live 2019SS（渋谷LUSH）ゲスト出演
- 2019.9.27 三浦孝太×小林太郎×Academic BANANA『with you』〜北海道2DAYS〜（札幌 wiz you）
- 2019.9.28 三浦孝太×小林太郎×Academic BANANA『with you』〜北海道2DAYS〜（カフェ 幹 ガレージ）
- 2019.11.7 夢の中に君がいる～シャンソンからミュージカルまで、永遠の愛唱歌を～（ヤマハホール）
- 2019.12.22 K's bar live 「koero」（三軒茶屋come together）
- 2019.12.31 カウントダウンライブ（三軒茶屋come together）
- 2020.1.25 K's bar live（三軒茶屋come together）
- 2020.3.14 K's bar live「そつぎょう」（三軒茶屋come together）

### ディスコグラフィ
| 年月           | タイトル                              | 作詞              | 作曲                  |
| -------------- | ------------------------------------- | ----------------- | --------------------- |
| 2014.7         | 366日への旅                           | 三浦孝太          | ヒナタジュン          |
| 2014.7         | あと一歩                              | 三浦孝太          | 三浦孝太 ヒナタジュン |
| 2017.12        | あのつく言葉                          | ヒナタジュン      | ヒナタジュン          |
| 2018.11        | 声                                    | 三浦孝太          | 三浦孝太 ヒナタジュン |
| 2018.12        | Re:born                               |                   |                       |
| 2019.1         | 小さな石                              | 三浦孝太          |                       |
| 2019.2         | サクラサク                            | 三浦孝太          |                       |
| 2019.4         | 笑顔の花                              | 三浦孝太          |                       |
| 2019.10.18配信 | 祭りのあとで 三浦孝太×Academic BANANA | 齋藤知輝 三浦孝太 | 齋藤知輝              |
| 2019.12        | かなさんどー                          | 三浦孝太          | 三浦孝太              |
| 2020.4         | Start LINE                            | 三浦孝太          | 三浦孝太              |
| 2020.5         | 空へ、彼方へ                          | 三浦孝太          | 三浦孝太              |
| 2020.5         | 嘘                                    | 三浦孝太          | 三浦孝太              |
| 2020.          | ONE HEART                             | 三浦孝太          | 三浦孝太              |